# Au-dessous du volcan
Cet article concerne le roman de Malcolm Lowry. Pour le film de John Huston, voir Au-dessous du volcan.
Au-dessous du volcan (Under the Volcano) est un roman de l'écrivain britannique Malcolm Lowry, paru en 1947. Le roman a également été traduit en français sous le titre Sous le volcan.
Il figure à la 11e place dans la liste des cent meilleurs romans de langue anglaise du XXe siècle établie par la Modern Library en 1998.

## Résumé
Le roman se situe dans la ville mexicaine de Cuernavaca, rebaptisée Quauhnahuac. Il tire son titre des deux volcans qui dominent la ville, le Popocatepetl et l'Ixtaccihuatl. L'œuvre raconte l'histoire de Geoffrey Firmin, consul britannique à Quauhnahuac, alcoolique, le Jour des Morts, le 2 novembre 1938, et sa fin tragique. Geoffrey Firmin est un homme rongé par le remords d’un événement tragique : durant la Première Guerre mondiale, à bord d’un cargo britannique dont il était le commandant, il a laissé enfourner des prisonniers allemands dans la chaudière du navire. Il a été acquitté par la justice de son pays, mais sa conscience refuse d'oublier.
Le livre se compose de douze chapitres, dont le premier se passe un an après les événements du 2 novembre 1938. Les onze chapitres suivants racontent chronologiquement la journée du consul ce 2 novembre 1938, et se déroule en douze heures. Geoffrey Firmin rencontre son épouse Yvonne Firmin, au bar de l'hôtel Bella Vista. Elle l'a quitté depuis des mois, mais veut sauver leur mariage. Le rendez-vous a lieu à sept heures du matin et l'ex-consul montre déjà des symptômes d'ivresse. De là, ils décident d'aller chez Geoffrey. Au cours de leur conversation, il lui reproche de façon voilée ses infidélités, dont une avec le demi-frère de l'ex-consul, Hugh. À l’atmosphère mexicaine se superpose un climat moral dans lequel évoluent Geoffrey, Yvonne, Laruelle (un ancien amant d’Yvonne), Hugh (le frère du consul), et un médecin, le docteur Vigil. Mais cette atmosphère est également marquée par de nombreuses symboliques et des détails obsédants, dont les collines en forme de « miches de pain », les volcans redoutables et familiers, les cantinas où l’on boit du mescal, et un ravin, le ravin aux détritus, « ce sacré abîme que tout homme s’offre à l’heure actuelle… ».

## Genèse et histoire de la publication
Au-dessous du Volcan, considéré comme le chef-d’œuvre de Lowry, mais aussi comme l’un des grands ouvrages littéraires du XXe siècle, illustre la méthode d’écriture de Lowry qui implique de puiser largement dans le matériau autobiographique et de l’imprégner d’allusions à des éléments complexes de symbolisme.
Au moment où il travaille à Au-dessous du volcan, Malcolm Lowry a déjà publié un roman, Ultramarine (1933). En 1936 il a écrit une nouvelle déjà intitulée Au-dessous du volcan, contenant les germes du roman futur. Cette nouvelle n’a été publiée que dans les années 1960 ; on en trouve aussi des passages dans le récit de Sigbjorn Wilderness inclus dans Sombre comme la tombe où repose mon ami, texte revu par Margerie Bonner (seconde épouse de Lowry) et publié en 1968. Elle contient notamment ce que Conrad Aiken devait appeler par la suite « le thème du cheval » qui est si important dans Au-dessous du volcan. L’histoire contenait en effet le cheval marqué du numéro sept, l’Indien mourant croisé lors du voyage en bus, le pelado (miséreux) qui vole l’argent de l’Indien pour payer son billet de bus, et l’incapacité du spectateur (Wilderness dans la nouvelle, le Consul dans le roman) à agir. Tout cela se retrouve dans le chapitre 8 du roman. 
La première version de celui-ci a été rédigée alors que Lowry vivait à Mexico. En 1940, il prend un agent, Harold Matson, chargé de trouver un éditeur pour son manuscrit, sans résultat (ce texte, désormais désigné sous le nom de « version de 1940 », diffère par certains points de la version finalement publiée). De 1940 à 1944, Lowry révise son texte (avec l’aide de Margerie Bonner), se consacrant uniquement à cette tâche. L’un des changements les plus significatifs qu’il effectue alors concerne le personnage d’Yvonne : dans des versions antérieures, elle était la fille du Consul. À partir de 1940, elle est sa femme infidèle. Une réécriture qui intervient en 1944 change la fin du roman : Yvonne meurt renversée par le cheval que le Consul a lâché à Parian, ce qui est raconté dans le chapitre 12.
En 1944, le manuscrit manque d’être détruit lors d’un incendie dans la maison de Lowry à Dollarton, en Colombie-Britannique. Margerie Bonner sauve le roman inachevé, mais les autres travaux en cours de Lowry sont dévorés par le feu. Il s’agit notamment d’un texte intitulé In Ballast to the White Sea, qui aurait formé une trilogie avec Au-dessous du volcan et une version plus développée de Lunar Caustic. Comme dans la Divine Comédie, ces trois livres auraient représenté l’enfer, le purgatoire et le paradis.
Le roman finalement achevé en 1945 est alors envoyé à divers éditeurs. À la fin de l’hiver, au cours d’un voyage au Mexique, Lowry apprend que le livre est accepté par deux d’entre eux : Reynal & Hitchcock aux États-Unis et Jonathan Cape en Angleterre. Cape adresse une lettre à Lowry le 29 novembre 1945, lui demandant des modifications substantielles. Lui répondant par une longue lettre datée du 2 janvier 1946, Lowry prend passionnément la défense de son livre, convaincu d’avoir créé une œuvre dont la valeur persistera dans la durée. La lettre inclut une synthèse détaillée des principaux thèmes du roman et de la manière dont ils s’articulent dans les chapitres. Finalement, Cape publie le livre sans changement.

## Accueil
L'œuvre rencontre à sa parution un succès d'estime, et est salué par quelques auteurs. Ainsi, Anthony Burgess la qualifie de « chef-d'œuvre faustien ». Lorsqu'elle est traduite en français pour la première fois, Au-dessous du volcan se vend en quelques milliers d’exemplaires. Elle a des détracteurs, et des admirateurs. Quand l’auteur meurt, en 1957, sa disparition passe un peu inaperçue. 
Les tirages de Au-dessous du volcan et Ultramarine sont alors épuisés. Puis progressivement, au fil des années, le roman devient un livre culte et fait l'objet de plusieurs rééditions.

« Utilisé par certains comme un Sésame, le nom de Malcolm Lowry est pour d'autres un test qui partage facilement l'humanité en deux camps », écrit Maurice Nadeau dans la préface à l'édition française du livre. « Parlerai-je de ceux qui sont partis pour le Mexique afin, notamment, de mettre leurs pieds dans les traces du Consul ? »

## Adaptation cinématographique
Au-dessous du volcan (Under the Volcano) est une adaptation cinématographique américaine réalisée par John Huston en 1984, d'après le roman, avec Albert Finney et Jacqueline Bisset. Ce film est nommé pour deux Oscars (Albert Finney pour le meilleur acteur et la meilleure bande sonore originale) et est aussi sélectionné pour la  compétition de la Palme d'Or au Festival de Cannes 1984,.

## Éditions françaises
- Au-dessous du volcan, traduit de l'anglais par Stephen Spriel avec la collaboration de Clarisse Francillon et de l'auteur ; préface de Malcolm Lowry ; postface de Max-Pol Fouchet, Paris, le  Club français du livre , 1949.
- Au-dessous du volcan, traduit par Stephen Spriel, avec la collaboration de Clarisse Francillon ; avant-propos[14] de Maurice Nadeau ; postface de Max-Pol Fouchet ; Paris, Buchet/Chastel (Corrêa), coll. « Le Chemin de la vie », 1950 (BNF 32397054).
- Sous le volcan, traduit et présenté par Jacques Darras, Paris, Grasset, 1987.